# 拉基夫
48°59′50″N 24°6′50″E / 48.99722°N 24.11389°E
拉基夫（烏克蘭語：Раків），是烏克蘭西部的村莊，隸屬伊萬諾-弗蘭科夫斯克州的卡盧什區。該村始建於1515年，面積4.3平方公里，2001年人口1,300，人口密度每平方公里31.5人。